# Alma (Sibiu)
Alma (in ungherese Küküllőalmás, in tedesco Almen) è un comune della Romania di 2050 abitanti, ubicato nel distretto di Sibiu, nella regione storica della Transilvania. 
Il comune è formato dall'unione di 3 villaggi: Alma, Giacăș (Jakobsdorf), Șmig (Schmiegen).
Alma è divenuto comune autonomo nel 2004, staccandosi dal comune di Ațel.